# Palmela
Palmela é uma vila portuguesa pertencente ao distrito de Setúbal e à Área Metropolitana de Lisboa, com cerca de 19 000 habitantes. A sua altitude máxima é de 378 metros, medida no morro onde se localiza o castelo. Encontra-se na sub-região de Área Metropolitana de Lisboa.
É sede do município de Palmela que tem 465,12 km² de área e 68 856 habitantes (censo de 2021). O município é limitado a norte pelos municípios de Benavente e Alcochete, a nordeste pela porção oriental (exclave) do município de Montijo, a leste por Vendas Novas, a sudeste por Alcácer do Sal, a sul por Setúbal, a oeste pelo Barreiro e a noroeste pela Moita e pela porção ocidental (área principal) do município do Montijo.
A vila mais populosa do concelho é Pinhal Novo, com uma população de 26991 habitantes em 2021.

## Evolução da população do município
★ Os Recenseamentos Gerais da população portuguesa, regendo-se pelas orientações do Congresso Internacional de Estatística de Bruxelas de 1853, tiveram lugar a partir de 1864, encontrando-se disponíveis para consulta no site do Instituto Nacional de Estatística (INE). 
(Obs.: Número de habitantes "residentes", ou seja, que tinham a residência oficial neste concelho à data em que os censos  se realizaram.)		
|                | 1930  | 1940  | 1950   | 1960   | 1970   | 1981   | 1991   | 2001   | 2011   | 2021   |
| 0-14 Anos      | 6 798 | 7 472 | 7 029  | 5 743  | 6 050  | 8 511  | 8 345  | 8 567  | 10 680 | 9 994  |
| 15-24 Anos     | 3 585 | 3 700 | 4 943  | 3 980  | 3 880  | 5 310  | 6 618  | 7 129  | 6 205  | 7 731  |
| 25-64 Anos     | 7 463 | 8 277 | 10 481 | 12 017 | 13 255 | 19 473 | 23 615 | 29 606 | 34 975 | 36 563 |
| = ou > 65 Anos | 713   | 988   | 1 134  | 1 415  | 1 830  | 3 639  | 5 279  | 8 051  | 10 971 | 14 564 |

(Obs: De 1900 a 1950 os dados referem-se à população "de facto", ou seja, que estava presente no concelho à data em que os censos se realizaram. Daí que se registem algumas diferenças relativamente à designada população residente)
★ Pelo decreto nº 12 615, de 01/01/1926, foi criado o concelho de Palmela com lugares desanexados do concelho de Setúbal. Daí que os resultados dos censos etários só tenham sido publicados a partir de 1930

## Política

### Eleições autárquicas[7]
| Data | %            | V            | %     | V     | %       | V       | %       | V       | %         | V         | %              | V      | %              | V   | %              | V       | %              | V   | %    | V  | %    | V  | %      | V      | %              | V   | %   | V   | %   | V   | %   | V   | Participação |                |
| Data | FEPU/APU/CDU | FEPU/APU/CDU | PS    | PS    | PPD/PSD | PPD/PSD | CDS-PP  | CDS-PP  | PCTP/MRPP | PCTP/MRPP | UDP/BE         | UDP/BE | PRD            | PRD | PSD-CDS        | PSD-CDS | GCE            | GCE | CH   | CH | NC   | NC | RIR    | RIR    | PPM            | PPM | MPT | MPT | PSN | PSN | PTP | PTP | Participação |                |
| ---- | ------------ | ------------ | ----- | ----- | ------- | ------- | ------- | ------- | --------- | --------- | -------------- | ------ | -------------- | --- | -------------- | ------- | -------------- | --- | ---- | -- | ---- | -- | ------ | ------ | -------------- | --- | --- | --- | --- | --- | --- | --- | ------------ | -------------- |
| Data | 1976         | 43,42        | 4     | 39,05 | 3       | 9,56    | -       | 2,47    | -         | 1,61      | -              |        |                |     |                |         |                |     |      |    |      |    |        |        |                |     |     |     |     |     |     |     |              | 58,08 / 100,00 |
| 1979 | 59,94        | 5            | 16,95 | 1     | 17,83   | 1       |         |         | 0,76      | -         | 1,89           | -      | 69,96 / 100,00 |     |                |         |                |     |      |    |      |    |        |        |                |     |     |     |     |     |     |     |              |                |
| 1982 | 57,16        | 5            | 20,02 | 1     | 14,44   | 1       | 3,74    | -       |           |           | 1,26           | -      | 66,90 / 100,00 |     |                |         |                |     |      |    |      |    |        |        |                |     |     |     |     |     |     |     |              |                |
| 1985 | 53,35        | 4            | 12,72 | 1     | 16,50   | 1       |         |         | 0,84      | -         | 14,17          | 1      | 55,51 / 100,00 |     |                |         |                |     |      |    |      |    |        |        |                |     |     |     |     |     |     |     |              |                |
| 1989 | 45,74        | 4            | 25,24 | 2     | 20,31   | 1       |         |         | 4,22      | -         | 47,68 / 100,00 |        |                |     |                |         |                |     |      |    |      |    |        |        |                |     |     |     |     |     |     |     |              |                |
| 1993 | 41,75        | 4            | 30,76 | 2     | 17,61   | 1       | 5,07    | -       |           |           | 1,04           | -      | 54,82 / 100,00 |     |                |         |                |     |      |    |      |    |        |        |                |     |     |     |     |     |     |     |              |                |
| 1997 | 50,44        | 4            | 33,34 | 3     | 9,18    | -       | 2,67    | -       |           |           | 50,50 / 100,00 |        |                |     |                |         |                |     |      |    |      |    |        |        |                |     |     |     |     |     |     |     |              |                |
| 2001 | 45,48        | 4            | 33,45 | 2     | 14,10   | 1       |         |         | 2,60      | -         | 47,99 / 100,00 |        |                |     |                |         |                |     |      |    |      |    |        |        |                |     |     |     |     |     |     |     |              |                |
| 2005 | 50,39        | 4            | 20,86 | 2     | 17,36   | 1       | 1,54    | -       | 4,82      | -         | 47,84 / 100,00 |        |                |     |                |         |                |     |      |    |      |    |        |        |                |     |     |     |     |     |     |     |              |                |
| 2009 | 50,19        | 5            | 23,03 | 2     | 9,01    | -       | 9,76    | -       | 4,80      | -         | 48,22 / 100,00 |        |                |     |                |         |                |     |      |    |      |    |        |        |                |     |     |     |     |     |     |     |              |                |
| 2013 | 46,70        | 5            | 25,28 | 3     | CDS-PP  | CDS-PP  | PPD/PSD | PPD/PSD | 5,28      | -         | 11,36          | 1      | 1,96           | -   | 38,51 / 100,00 |         |                |     |      |    |      |    |        |        |                |     |     |     |     |     |     |     |              |                |
| 2017 | 40,67        | 4            | 28,31 | 3     | CDS-PP  | CDS-PP  | PPD/PSD | PPD/PSD | 6,02      | -         | 11,69          | 1      | 8,21           | 1   |                |         | 43,51 / 100,00 |     |      |    |      |    |        |        |                |     |     |     |     |     |     |     |              |                |
| 2021 | 31,42        | 4            | 23,78 | 3     | 8,71    | 1       | 2,66    | -       | 4,27      | -         |                |        | 14,33          | 1   | 7,83           | -       | 1,50           | -   | 0,87 | -  | 0,17 | -  | CDS-PP | CDS-PP | 42,71 / 100,00 |     |     |     |     |     |     |     |              |                |

### Eleições legislativas
| Data | %     | %     | %     | %     | %     | %        | %     | %     | %     | %     | %    | %   | %       | % | %  | %  |
| Data | PS    | PCP   | PSD   | CDS   | UDP   | APU/ CDU | AD    | FRS   | PRD   | PSN   | BE   | PAN | PSD CDS | L | CH | IL |
| ---- | ----- | ----- | ----- | ----- | ----- | -------- | ----- | ----- | ----- | ----- | ---- | --- | ------- | - | -- | -- |
| 1976 | 38,35 | 36,64 | 10,06 | 3,14  | 1,88  |          |       |       |       |       |      |     |         |   |    |    |
| 1979 | 25,20 | APU   | AD    | AD    | 2,63  | 43,36    | 22,21 |       |       |       |      |     |         |   |    |    |
| 1980 | FRS   | APU   | AD    | AD    | 1,98  | 40,93    | 23,37 | 25,16 |       |       |      |     |         |   |    |    |
| 1983 | 33,15 | APU   | 12,87 | 4,24  | 1,16  | 43,35    |       |       |       |       |      |     |         |   |    |    |
| 1985 | 16,36 | APU   | 15,58 | 2,93  | 1,54  | 35,00    | 23,57 |       |       |       |      |     |         |   |    |    |
| 1987 | 17,49 | CDU   | 34,75 | 2,00  | 1,08  | 29,59    | 8,86  |       |       |       |      |     |         |   |    |    |
| 1991 | 28,47 | CDU   | 35,98 | 3,09  |       | 21,85    | 1,29  | 2,11  |       |       |      |     |         |   |    |    |
| 1995 | 47,16 | CDU   | 17,69 | 7,69  | 1,05  | 21,09    |       | 0,18  |       |       |      |     |         |   |    |    |
| 1999 | 45,38 | CDU   | 18,13 | 5,63  |       | 23,58    | 0,23  | 2,46  |       |       |      |     |         |   |    |    |
| 2002 | 37,77 | CDU   | 25,69 | 7,79  | 20,35 |          | 3,77  |       |       |       |      |     |         |   |    |    |
| 2005 | 44,17 | CDU   | 15,88 | 5,23  | 18,85 | 9,90     |       |       |       |       |      |     |         |   |    |    |
| 2009 | 32,68 | CDU   | 16,02 | 10,11 | 19,41 | 14,37    |       |       |       |       |      |     |         |   |    |    |
| 2011 | 25,37 | CDU   | 25,70 | 13,04 | 18,85 | 7,53     | 1,38  |       |       |       |      |     |         |   |    |    |
| 2015 | 32,27 | CDU   | CDS   | PSD   | 17,32 | 14,51    | 1,85  | 23,70 | 1,06  |       |      |     |         |   |    |    |
| 2019 | 37,43 | CDU   | 15,03 | 3,26  | 13,91 | 13,04    | 4,29  |       | 1,41  | 2,01  | 1,02 |     |         |   |    |    |
| 2022 | 43,21 | CDU   | 17,12 | 1,12  | 8,77  | 6,36     | 1,96  | 1,59  | 10,18 | 5,25  |      |     |         |   |    |    |
| 2024 | 27,25 | CDU   | AD    | AD    | 6,44  | 17,34    | 6,38  | 2,75  | 4,48  | 23,78 | 5,78 |     |         |   |    |    |

## Freguesias

Freguesias do Município de Palmela.

O Município de Palmela está dividido em 4 freguesias:
- Palmela
- Pinhal Novo
- Poceirão e Marateca
- Quinta do Anjo

## História
A presença do homem na região que hoje é ocupada pelo município de Palmela remonta ao Neolítico superior, onde a sua presença é bastante notada, sobretudo durante a cultura do campaniforme, e cujo testemunho nos foi deixado sob a forma do mundialmente conhecido Vaso de Palmela. Ocupada por celtas, romanos e árabes, todos encontraram neste território um lugar estratégico para se fixarem. 
O período áureo de Palmela localiza-se nos primeiros anos da Nacionalidade, quando Palmela era a chave do território entre o Sado e o Tejo. Esta importância estratégica deve-se a aspectos conjunturais de natureza político-religiosas relacionadas com o processo de conquista e consolidação do Estado português, e do qual a Ordem de Santiago e Espada, (que recebeu Palmela como doação de D. Afonso Henriques por volta de 1172), não pode ser separado. Em 1147 foi conquistada por D. Afonso Henriques, mas perdida para os muçulmanos em 1161. Em 1165 o primeiro rei português conquistou a vila de Sesimbra após lhe ter constado que o seu castelo encontrava-se mal guarnecido e, ao saber do sucedido, o governador de Badajoz, que administrava o território, partiu à cabeça de um exército para recuperar a vila mas foi derrotado pelos portugueses na Batalha de Palmela, após a qual Palmela rendeu-se a Afonso Henriques. A povoação recebeu foral em 1185. Em 1191, Palmela foi novamente perdida para o Califado Almóada, só vindo a ser recuperada por D. Sancho I em 1201. 
A Ordem de Santiago marca a sua presença na sociedade portuguesa por ser senhora de um vastíssimo território que ia do antigo município de Riba Tejo (que engloba os actuais municípios do Barreiro, Moita, Montijo e Alcochete) até Mértola, no Baixo Alentejo. O poder administrativo da Ordem passa a estar centrado em Palmela “já em tempos do Infante D. João, filho de D. João I”. A importância desta escolha não se prendeu apenas com a proximidade de Palmela face a Lisboa, onde a congregação detinha o convento de Santos, entre outros, mas também devido ao facto de Palmela ser a maior Comenda da Ordem e às características do seu castelo, de grandes dimensões, com capacidade de albergar o conjunto monumental da Ordem – o Convento e a Igreja. Afastados os perigos das invasões – árabe, inicialmente, e castelhana, numa época posterior – a Ordem de Santiago começa a perder a importância e o poder que detinha. Junto com ela, Palmela deixa também de possuir o papel de guardiã avançada, um papel desempenhado anteriormente pelas antigas sedes da Ordem – Mértola e Alcácer do Sal.
Após a extinção das Ordens Militares e Religiosas, Palmela já não possuía qualquer tipo de importância, nem estratégica, nem económica, nem política, a tal ponto que a Reforma Administrativa de Mouzinho da Silveira, em 1855, extingue o seu município integrando-o no de Setúbal, onde permanecerá até 1926. Aproveitando o movimento militar decorrente do 28 de Maio de 1926, as elites locais pressionam a Junta Militar a aceder à restauração do município de Palmela, facto que é consumado em Novembro desse mesmo ano.

## Património
- Património arqueológico

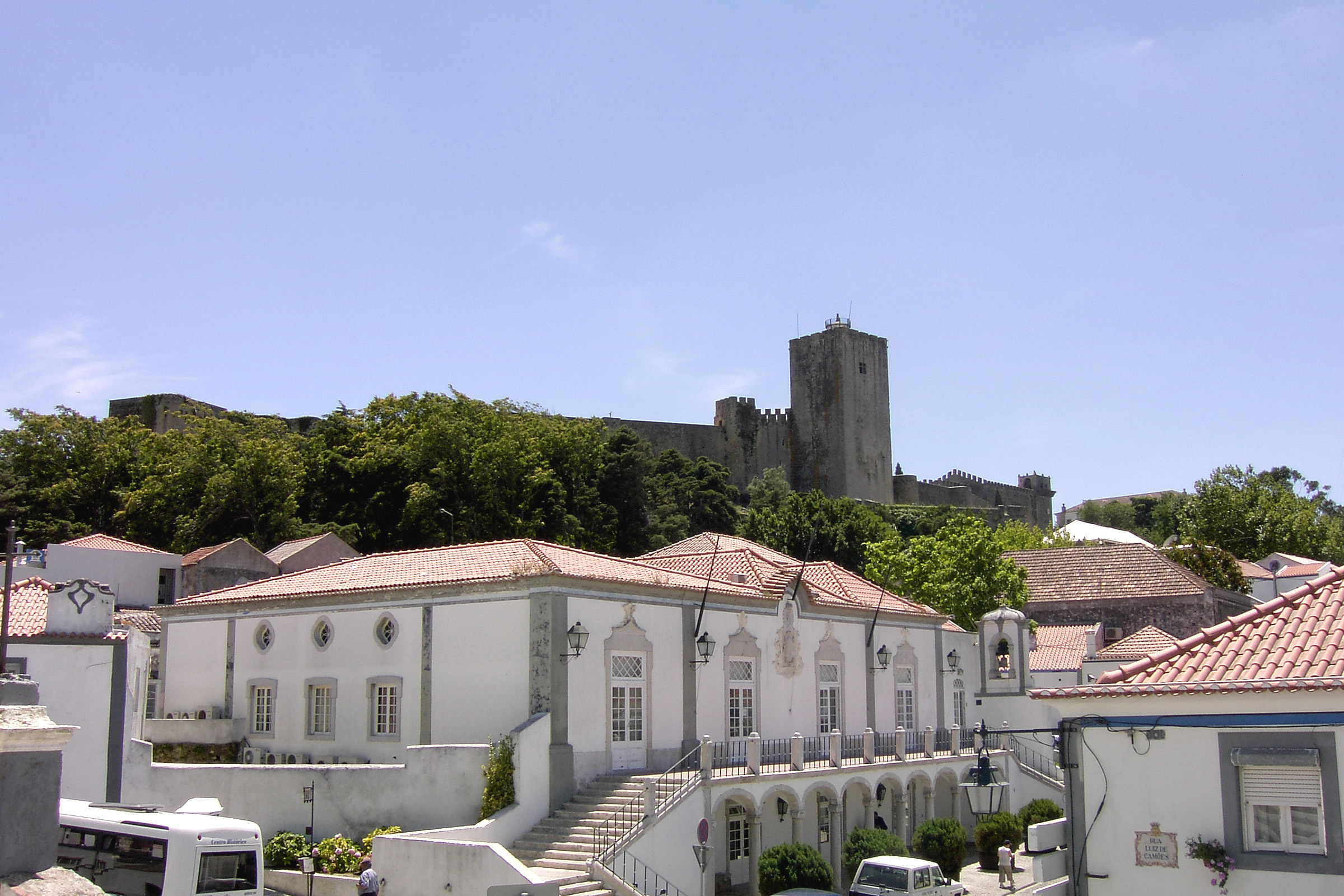
Vista de Palmela, com o edifício da Câmara Municipal (à frente) e o castelo ao fundo.

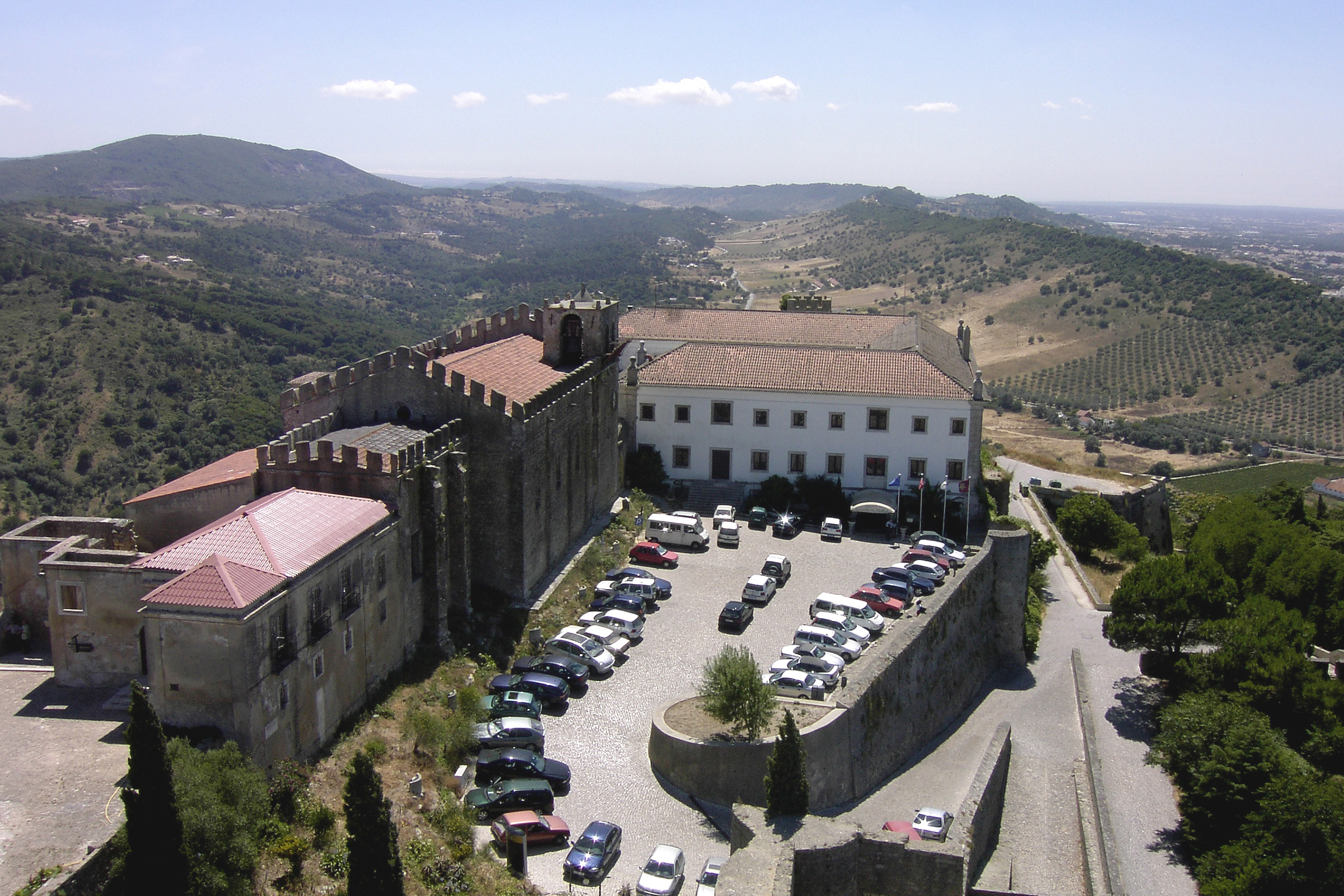
Vista do Vale dos Barris a partir do Castelo de Palmela.

  - Castro de Chibanes (Calcolítico, Idade do Cobre e do Ferro e período proto-romano)
  - Alcaria do Alto da Queimada (Quinta do Anjo) (Romano e Medieval Islâmico)
  - Grutas do Casal do Pardo Covas da Moura (Quinta do Anjo) (Neolítico Final e Calcolítico Final)
- Arquitectura militar
  - Castelo de Palmela (remonta ao período romano apresentando sucessivos povoamentos)
- Arquitectura religiosa
  - Igreja de Santiago de Palmela (Castelo de Palmela) (século XV)
  - Igreja de Santa Maria (Castelo de Palmela) (século XII)
  - Igreja de São Pedro (Matriz de Palmela) (construída em data desconhecida, mas com referências escritas que remontam ao século XIV)
  - Igreja da Misericórdia de Palmela (século XVI)
  - Capela de S. João Baptista (século XVII)
  - Igreja de Nossa Senhora da Redenção (Quinta do Anjo) (século XVIII)
  - Capela de São Gonçalo (Quinta do Anjo) (Cabanas - Quinta do Anjo) (século XVI)
  - Capela da Escudeira (século XVIII)
  - Igreja de S. José (Pinhal Novo) (século XIX)
  - Igreja de Águas de Moura (Águas de Moura) (século XX)
  - Igreja do Poceirão (Poceirão) (século XX)
- Arquitectura civil
  - Paços do Concelho (século XVI)
  - Pelourinho de Palmela (século XVII)
  - Chafariz D. Maria I (século XVIII)
  - Palácio de Rio Frio (século XX)
  - Torre de Sinalização e Manobra da Estação Ferroviária de Pinhal Novo (século XX - 1938)

## Museus
- Museu Municipal de Palmela
- Museu do Ovelheiro: museu que presta homenagem aos pastores e ao queijo de Azeitão[10].
- Museu da Música Mecânica

## Comer & beber
- Queijo de Azeitão (DOP), produzido em grande parte na Quinta do Anjo
- Sopa de favas
- Sopa Caramela
- Coelho à moda de Palmela
- Cabrito assado no forno
- Santiagos
- Palmelenses
- Pêras bêbedas em Vinho Moscatel
- Pudim de Abóbora
- Fogaças de Palmela
- Suspiros de Palmela
- Vinho Palmela DOC e Vinho Regional Península de Setúbal
- Vinho licoroso Moscatel de Setúbal DOC
- Maçã Riscadinha de Palmela (DOP)
- Licor "Riscadinha" (produzido com Maçã Riscadinha de Palmela (DOP)

## Títulos nobiliárquicos
- Conde de Palmela
- Marquês de Palmela
- Duque de Palmela

## Colectividades de cultura e recreio
- Sociedade Filarmónica Palmelense "Loureiros" - Palmela (1852)
- Sociedade Filarmónica Humanitária - Palmela (1864)
- Sociedade Filarmónica União Agrícola - Pinhal Novo (1896)
- Sociedade de Instrução Musical - Quinta do Anjo (1921)
- Grupo Popular e Recreativo Cabanense - Cabanas
- Sociedade Recreativa e Cultural do Povo do Bairro Alentejano - Bairro Alentejano (1979)

## Clubes desportivos
- Palmelense Futebol Clube Palmela (1924)
- Clube Desportivo Pinhalnovense - Pinhal Novo (1948)
- Quintajense Futebol Clube - Quinta do Anjo (1940)
- Grupo Desportivo e Recreativo Airense- Aires (1956)
- Grupo Desportivo e Recreativo de Palmela - Palmela (2001)
- Botafogo Futebol Clube - Cabanas - Cabanas (1940)
- Grupo Desportivo de Lagameças - Lagameças (1974)
- Grupo Desportivo e Recreativo de Águas de Moura - Águas de Moura
- Clube de Praticantes Vira'o'disco

## Associações
- ACRIA - ASSOCIAÇÃO CULTURAL e RECRIATIVA INSPIRA  ATITUDE
- ADONIA - Associação Juvenil de Utilidade Pública
- AJITAR - Associação Juvenil Ideias que Transformam A Realidade
- FIAR - Centro de Artes de Rua de Palmela
- AJCOI - Associação Juvenil Coi
- Associação Humanitária dos Bombeiros de Palmela | Sociedade Filarmónica Palmelense “Os Loureiros”

## Confrarias
- Ordem dos Enófilos de Santiago
- Confraria Gastronómica de Palmela
- Confarias do Teatro (Teatro o Bando) [11]

## Teatro
- Companhia Profissional Teatro O Bando - Vale dos Barris, Palmela
- Artimanha - Pinhal Novo
- TONI (Teatro Oriundo da Nossa Imaginação) - Palmela, Sociedade Filarmónica Humanitária
- TELA (Teatro Estranhamente Louco e Absurdo) - Águas de Moura, Marateca

## Grupos de música
- Ensemble de Trompetes de Palmela - Palmela
- Big Band dos Loureiros
- Bardoada - O Grupo do Sarrafo - Pinhal Novo

## Companhias de dança
- ACRIA - ASSOCIAÇÃO CULTURAL e RECRIATIVA INSPIRA  ATITUDE
- DançArte - Palmela

## Feiras e festas
- Mercado mensal em Pinhal Novo (2º Domingo do mês)
- Mercado mensal em Poceirão (1º Domingo do mês)
- N.ª Sra. da Ascensão, junto à Capela de S. Gonçalo em Cabanas (Maio)
- Festa do Vinho e da Vinha em Fernando Pó (Maio)
- Feira Comercial e Agrícola de Poceirão (1.º fim-de-semana de Julho)
- Festas Populares de Pinhal Novo (1ª quinzena de Junho)
- Festa de S.Pedro em Àguas de Moura (final de Junho)
- Feira de Artesanato de Aires (1ª quinzena de Julho)
- Festa de Nossa Senhora da Escudeira (Agosto)
- Festa das Vindimas em Palmela (Agosto/Setembro)
- Festa de Todos-os-Santos em Quinta do Anjo (Outubro/Novembro)
- Feira de Palmela (8 de Dezembro)

## Festivais gastronómicos
- Festival do Queijo,Pão e Vinho, em Quinta do Anjo (Abril)

## Festivais de música
- Festival Internacional de Música - Palmela "terra de cultura"
- Festival Internacional de Saxofone de Palmela
- Abril Jazz Mil - Festival de Jazz de Palmela
- Concurso de Música Moderna de Palmela (Março)
- Encontro Internacional de Coros - Palmela (2º Fim de semana de Novembro)

## Outros festivais
- FIAR - Festival Internacional de Artes de Rua (Julho)
- PALMEDANÇA - Festival de Dança de Palmela (Maio)

## Cidades gémeas
- S. Filipe (Cabo Verde)
- Praia (Cabo Verde)
- Barcarrota (Espanha)
- Jávea/Xábia (Espanha)

## Emissoras de rádio
- Popular FM (Pinhal Novo) - 90,9 MHz (FM)
- Rádio Maria (Palmela) - 102,2 MHz (FM)

## Jornais
- Jornal do Pinhal Novo
- Jornal Concelho de Palmela
- Novo Impacto
- Jornal P